# José da Costa Negreiros
José da Costa Negreiros (1714 - 1759) foi um pintor português do século XVIII, discípulo de André Gonçalves e irmão do pintor Manuel da Costa Negreiros.
Entra na Irmandade de São Lucas em 24 de outubro de 1745. Da sua obra conhecida destacam-se: um painel da Conceição para o Erário Régio; um painel para o Senado da Câmara; um painel para os Armazéns da Fundição e uma Santa Ana, para o Oratório dessa mesma casa; as pinturas realizadas no Coche de D. João V (no Museu Nacional dos Coches); as telas existentes nas capelas laterais do Santuário do Senhor Jesus da Pedra, em Óbidos, dedicadas a Nossa Senhora da Conceição e à morte de São José; as telas na Capela de São Roque, no Arsenal da Marinha/Ribeira das Naus, em Lisboa; a tela da sacristia nova ou sala do despacho da Igreja de São Domingos de Benfica; a tela Transverbação de Santa Teresa na Igreja de Santa Teresa de Jesus, em Carnide, Lisboa. É também sua uma Senhora da Piedade que está numa das capelas da Sé de Lisboa, por trás do coro e outra que está na Ermida do Resgate, bem como a Imagem do Santo Cristo que está na Casa do Despacho do Menino de Deus.
Realizou também algumas pinturas nos tectos do Palácio do Correio-Mor, em Loures, na casa do capítulo da Igreja de São Domingos de Benfica.
Influenciou e foi mestre de Bruno José do Vale e Simão Baptista .
Morreu aem 1759, aos 45 anos de idade.